# Friona perpulcher
Friona perpulcher är en stekelart som först beskrevs av Cameron 1897.  Friona perpulcher ingår i släktet Friona och familjen brokparasitsteklar. Inga underarter finns listade i Catalogue of Life.